# Marebito (filme)
Marebito é um filme japonês de 2004, do gênero terror, dirigido por Takashi Shimizu.

## Sinopse
Masuoka, um cameraman desenvolve interesse em descobrir a causa do medo que envolveu um rapaz que se suicidou no metrô de Tóquio. Ao voltar ao local do suicídio, descobre um mundo subterrâneo com seres diferentes, onde encontra uma garota desacordada "F" e resolve levá-la para sua casa a fim de descobrir o significado de desumano que há nela e que envolve o medo do suicida.

## Elenco
- Kazuhiro Nakahara ...  Arei Furoki
- Miho Ninagawa ... Aya Fukumoto
- Shinya Tsukamoto ... Masuoka
- Shun Sugata ... MIB
- Tomomi Miyashita ... F